# الجوفاء (جيشان)

تعديل مصدري - تعديل

الجوفاء هي إحدى قرى عزلة جيشان بمديرية جيشان التابعة لمحافظة أبين، بلغ تعداد سكانها 26 نسمة حسب تعداد اليمن لعام 2004.